# Gilles Chapadeau
Gilles Chapadeau, né le 31 mars 1960 à Québec, est un facteur, syndicaliste et homme politique québécois.
Il est élu député du Parti québécois à l'Assemblée nationale du Québec de la circonscription électorale provinciale de Rouyn-Noranda—Témiscamingue lors de l'élection générale québécoise de 2012, et siège jusqu'en 2014.

## Biographie
Né le 31 mars 1960 à Québec, Gilles Chapadeau est le fils de Nicole Bouchard, aide garde-malade. Il est délégué d'atelier local de l'Union des facteurs du Canada (UFC) à Sept-Îles de 1979 à 1983. Il est par la suite président de la section locale du Saguenay du Syndicat des travailleurs et travailleuses des postes (STTP) de 1985 à 1990. En 1990, il devient permanent syndical régional au STTP à Québec et à Ottawa, puis secrétaire-trésorier de 1993 à 1996 et délégué d'atelier en 1997 et en 1998. De 1998 à 2005, il est directeur à l'Union Network International (UNI), à Panama, puis de 2005 à 2021, il est conseiller régional à la Fédération des travailleurs et travailleuses du Québec (FTQ) pour l'Abitibi-Témiscamingue et le Nord-du-Québec.
Au cours de sa carrière, il est membre de plusieurs conseils d'administration.
Lors des élections québécoises de 2012, il est élu député du Parti québécois à l'Assemblée nationale du Québec dans Rouyn-Noranda–Témiscamingue. Pendant son mandat, il est adjoint parlementaire à la ministre du Travail, de l'Emploi et de la Solidarité sociale (volet relations de travail) du 20 septembre au 4 décembre 2012, puis adjoint parlementaire à la ministre du Travail du 5 décembre 2012 au 5 mars 2014. Il est défait en 2014 et en 2018.
Après sa carrière politique, il redevient conseiller régional pour la FTQ pour l'Abitibi-Témiscamingue et le Nord-du-Québec.

## Résultats électoraux
|                                                                                               | Nom                      | Parti               | Nombre de voix | %      | Maj. |
| --------------------------------------------------------------------------------------------- | ------------------------ | ------------------- | -------------- | ------ | ---- |
|                                                                                               | Émilise Lessard-Therrien | Québec solidaire    | 9 304          | 32,1 % | 506  |
|                                                                                               | Jérémy G. Bélanger       | Coalition avenir    | 8 798          | 30,3 % | -    |
|                                                                                               | Gilles Chapadeau         | Parti québécois     | 5 311          | 18,3 % | -    |
|                                                                                               | Luc Blanchette (sortant) | Libéral             | 4 753          | 16,4 % | -    |
|                                                                                               | Jessica Wells            | Vert                | 389            | 1,3 %  | -    |
|                                                                                               | Guillaume Lanouette      | Conservateur        | 253            | 0,9 %  | -    |
|                                                                                               | Fernand St-Georges       | Citoyens au pouvoir | 195            | 0,7 %  | -    |
| Total                                                                                         | Total                    | Total               | 29 003         | 100 %  |      |
| Le taux de participation lors de l'élection était de 65,6 % et 400 bulletins ont été rejetés. |                          |                     |                |        |      |